# 卡奇馬柴奧爾霍山
12°56′40″S 75°09′00″W / 12.94444°S 75.15000°W
卡奇馬柴奧爾霍山（Kachi Mach'ay Urqu），是秘魯的山峰，位於該國中南部萬卡韋利卡大區，由萬卡韋利卡省的萬卡韋利卡區負責管轄，屬於瓊塔山脈的一部分，海拔高度5,000米。